# 霍奇金斯 (伊利諾伊州)
霍奇金斯（英語：Hodgkins）是位於美國伊利諾伊州庫克縣的一個村落。

## 地理
霍奇金斯的座標為41°45′51″N 87°51′34″W / 41.76417°N 87.85944°W，而該地最高點為海拔高度184米（即604英尺）。

## 人口
根據2010年美國人口普查的數據，霍奇金斯的面積為6.83平方千米，當中陸地面積為6.69平方千米，而水域面積為0.14平方千米。當地共有人口1897人，而人口密度為每平方千米277人。